# América (1766)
Lo América fu un vascello di linea spagnolo da 64 cannoni che prestò servizio nella Armada Española tra il 1766 e il 1823, quando fu radiato dal servizio e venduto per la demolizione.

## Storia
Il vascello da 64 cannoni América venne costruito presso il cantiere navale di L'Avana, Cuba, nel 1766 secondo il sistema di Jorge Juan y Santacilia. Conosciuto anche con il nome di Santiago La América.
Il 30 maggio 1767 salpò da Veracruz al comando del capitano Manuel Antonio Flores Maldonaldo Martínez de Agulo y Vodquin entrando a l'Avana con il vascello Dragón e varie fregate e unità minori, trasportando a bordo i soldi per il pagamento degli stipendi dei vari presidi militari. Nel 1769 effettuò un viaggio a Cadice trasportando un carico di merci preziose.
Nel 1772 si trovava nella baia di Cadice sotto il comando del capitano di vascello Juan Ignacio Ponce de León y Castaños.  Il 29 maggio, come nave di bandiera del tenente generale Luis de Córdova y Cordóva, salpò da Cadice come Capitana della Flotta della Nuova Spagna composta dal vascello Dragón e da 13 navi mercantili. Nel 1775 effettuò un viaggio a Veracruz, in Messico, al comando del capitano Juan García de Postigo, ritornando a Cadice il 2 giugno 1776 con a bordo varie merci.
Nel 1776 partecipò alla spedizione di Montevideo al comando dal brigadiere Antonio Osorno y Herrera, partecipò alla spedizione a Colonia de Sacramento con la squadra navale di Francisco Javier Everardo de Tilly y García de Paredes marchese de Casa-Tilly. Terminate le operazioni rientrò a Cadice il 17 luglio 1778 insieme ai vascelli Monarca, Santo Domingo e Poderoso.
Durante la guerra contro l'Inghilterra tra il 1779 e il 1783 prestò servizio nella squadra dei Mari del Sud, sotto gli ordini dal brigadiere Antonio María Vacaro y Valenciano, dove effettuò crociere di difesa del traffico mercantile. All'inizio del 1784 si trovò a El Callao, in Perù, in pessime condizioni, tanto che ricevuto l'ordine di ritornare in Spagna il vascello non fu in grado di salpare. Fu raccolto denaro e materiali per le riparazioni, ma si decise di utilizzarli per mettere in condizioni di prendere il mare il vascello San Pedro Alcántara.
Dopo molti ritardi e problemi tra le autorità del Vicereame e la Marina spagnola, si riuscì a prepararlo per il suo ritorno in Spagna prendendo il mare il 5 aprile 1786 insieme al mercantile Santa Rosa, carico di merci e 2.074.139 pesos, arrivando a Cadice il 15 agosto.
Nel 1792, sotto il comando del capitano José Adorno, effettuò una crociera attraverso le Azzorre insieme alla squadra del tenente generale José de Córdova y Ramos al fine di proteggere il traffico mercantile spagnolo proveniente dalle Americhe. L'anno successivo, nel corso della guerra con la Francia, fu al comando dal capitano José Antonio Jordán y Maltés nella squadra del tenente generale Francisco de Borja y del Pojo, con la quale intervenne nella campagna di Sardegna. Successivamente navigò nel Mar Cantabrico con la stessa squadra.
Alla fine del 1794 salpò da Cadice con l'urca Cargadora e la fregata mercantile San José, alias Aurora, per portare cannoni, munizioni e rifornimenti a Santo Domingo. Ritornò in Spagna nell'aprile 1795 da Veracruz con un carico di merci preziose insieme al vascello San Pedro Alcántara.
Tra il 1797 e il 1799, durante la guerra con l'Inghilterra, fu a Cadice con la squadra del tenente generale José de Mazarredo Salazar Muñatones y Gortázar bloccata in porto dalla squadra inglese del viceammiraglio John Jervis. Alla fine del 1797 imbarcò artiglieria e munizioni dirette in America, insieme al vascello España, alla fregata Liebre e alle urcas Anunciación e Santa Rita. Sciolto il blocco Mazarredo salpò per unirsi alla squadra francese del viceammiraglio Étienne Eustache Bruix, ma non avendo equipaggi sufficienti, prese i marinai dei vascelli América ed España e di altre unità minori per distribuirli tra le altre navi.
Nel gennaio 1805 il vascello si trovava a Cadice. Prese il mare con la flotta combinata del viceammiraglio Pierre Charles Silvestre de Villeneuve, in forza alla squadra spagnola di Federico Carlo Gravina, diretta in America centrale per effettuare una manovra diversiva. Al suo ritorno, al comando del capitano di vascello Juan Darracq y Jepson,  partecipò con il resto della squadra, alla battaglia di Capo Finisterre contro le navi inglesi del viceammiraglio Robert Calder il 22 luglio 1805, avendo 3 morti e 8 feriti.  Essendo in cattive condizioni quando de Villeneuve riprese il mare da Vigo fu lasciato in porto e non partecipò alla successiva battaglia di Trafalgar. Fu riparato a Vigo nel 1808 partendo poi per El Ferrol, e da lì si trasferì a Cadice nel 1810.
Nel 1810 si trovava a Cadice durante l'assedio alla città da parte dell'esercito francese. L'anno successivo portò dell'oro a Cadice da Cartagena de Indias. Nel 1812 su di esso alzò la sua insegna il tenente generale Juan José Martínez de Espinosa y Carrillo, nuovo comandante della squadra dell'Oceano, ricoprendo il ruolo di nave ammiraglia sino al 1814 quando fu posto fuori servizio.  Sopravvissuto alla guerre napoleoniche fu radiato e venduto come legna da ardere, per essere demolito a Cadice nel 1823.

### Annotazioni
1. ↑  Il suo secondo in comando era il comandante Felipe López.

### Fonti
1. ↑  Threedecks.
2. 1 2 3 4 5 6 7 8 9  Todoababor.
3. 1 2 3 4 5 6 7 8 9 10 11 12 13 14 15 16 17 18 19  Todoavante.
4. ↑  Duro 1972, p. 192.
5. ↑  Duro 1972, p. 207.
6. ↑  Duro 1902, p. 289.
7. ↑  Duro 1902, p. 301.
8. ↑  Duro 1902, p. 293.
9. ↑  Duro 1903, p. 37.